# Banobius tener
Banobius tener är en mångfotingart som beskrevs av Chamberlin 1938. Banobius tener ingår i släktet Banobius och familjen stenkrypare. Inga underarter finns listade i Catalogue of Life.